# So Close (single)
So Close is de debuutsingle van de Amerikaanse actrice en zangeres Jennette McCurdy. Het nummer debuteerde op 10 maart 2009.
Een voorproefje van het nummer werd gegeven in een aflevering van Fred Figglehorn op YouTube.

## Hitlijsten
| Hitlijst (2009)             | Hoogste positie |
| --------------------------- | --------------- |
| US iTunes Top Country Songs | 16              |

| Hitlijst (2009)                  | Hoogste positie |
| -------------------------------- | --------------- |
| U.S. Billboard Hot Country Songs |                 |